# Ciclón Tauktae
La tormenta ciclónica extremadamente severa Tauktae (Pronunciación birmana: [taʊʔtɛ̰]) fue un poderoso ciclón tropical del Mar Arábigo que se convirtió en el ciclón tropical más fuerte en tocar tierra en el estado indio de Guyarat desde el ciclón de Guyarat de 1998 y uno de los ciclones tropicales más fuertes que jamás haya afectado la costa oeste de la India. El ciclón azotó Guyarat el mismo día en que India registró su, en ese momento, el número más alto de muertes por COVID-19 en un solo día, con 4 mil 329 muertes registradas.

## Historia meteorológica

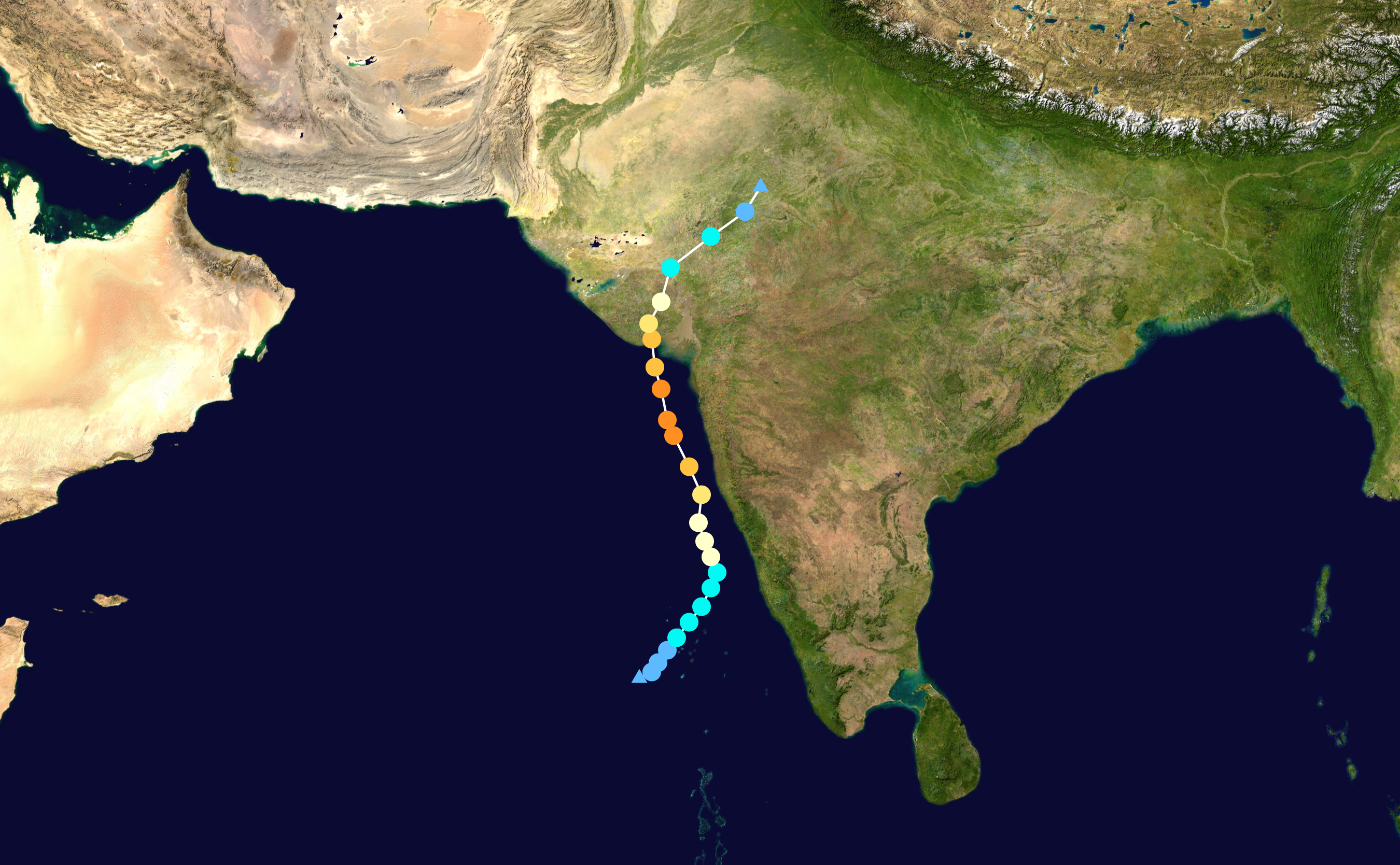
Mapa que traza la trayectoria y la intensidad de la tormenta, de acuerdo con la escala de huracanes de Saffir-Simpson.

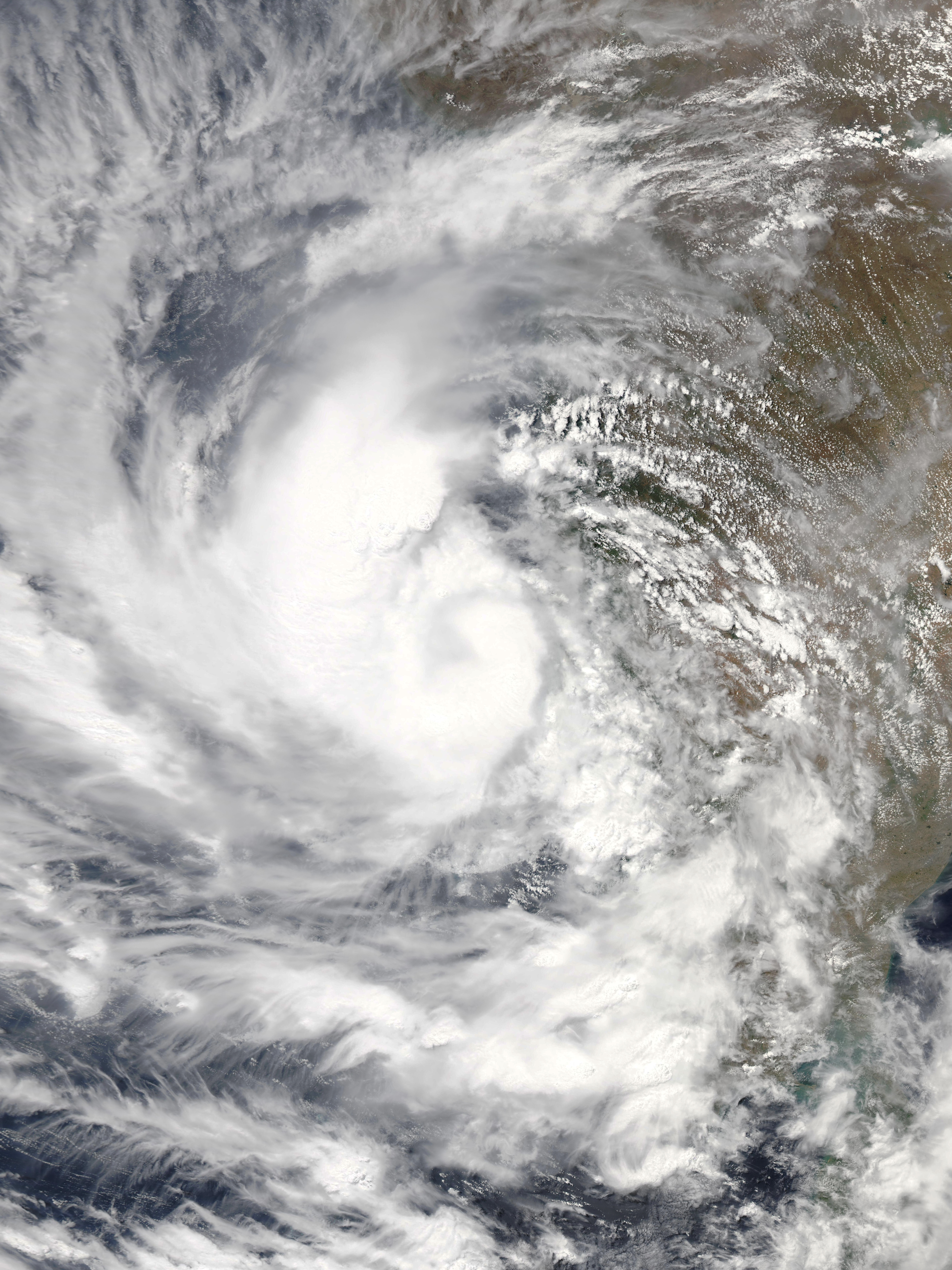
Tormenta ciclónica Tauktae vista frente a la costa oeste de India el 15 de mayo.

El 11 de mayo, el Centro Conjunto de Alerta de Tifones (JTWC) comenzó a monitorear una gran área de baja presión en el Mar Arábigo ecuatorial para detectar el posible desarrollo de ciclones tropicales. A medida que el sistema se movía lentamente hacia el este, se organizó gradualmente en medio de condiciones favorables, incluidas temperaturas de la superficie del mar de hasta 30 °C (86 °F) y poca cizalladura del viento. El JTWC emitió una alerta de formación de ciclones tropicales en este sistema. Unas horas más tarde, el JTWC lo designó como Ciclón Tropical 01A.

## Preparativos

### India

#### Antes de tocar tierra
El 16 de mayo de 2021, el primer ministro indio, Narendra Modi, celebró una reunión de revisión de alto nivel para revisar la preparación para el ciclón a través de videoconferencias con varios altos funcionarios en Nueva Delhi. Toda la pesca costera en Kerala fue prohibida por la autoridad de gestión de desastres del estado entre el 13 y el 17 de mayo en previsión de mares agitados causados por la formación de Tauktae y el cruce de las aguas de alta mar. El 15 de mayo, el IMD emitió una alerta roja para nueve distritos de Kerala por lluvias torrenciales, incluido Laquedivas. Todos los vuelos en el Aeropuerto de Agatti en 	Laquedivas se suspendieron mientras el ciclón pasaba sobre el archipiélago.

#### Después de tocar tierra
A medida que la tormenta atravesaba Gujarat y se debilitaba mucho más lentamente de lo que se esperaba anteriormente, el IMD hizo predicciones de lluvia para varias áreas del estado. El 19 de mayo, se emitió una alerta naranja para el Oeste de Uttar Pradesh. Se advirtieron inundaciones localizadas, anegamiento de áreas bajas y cierres de pasos subterráneos en áreas montañosas. La reducción de la visibilidad, la interrupción del tráfico, los daños en las carreteras y estructuras y los impactos agrícolas también fueron motivo de preocupación. Se esperaba que las áreas aisladas recibieran lluvias "muy fuertes", en una región "bastante extendida" a "extendida". El IMD aconsejó a las personas en riesgo que verifiquen la congestión del tráfico en sus rutas planificadas, sigan las advertencias de tráfico y eviten ir a lugares con riesgo de daños por agua y anegamiento.

### Pakistán
El ministro principal de Sind, Syed Murad Ali Shah celebró una reunión de emergencia ciclónica, donde declaró una emergencia en todos los distritos ubicados a lo largo del cinturón costero de la provincia.

## Impacto

### India
En total, 101 personas han muerto en el país, 53 en Guyarat, 17 en Maharashtra, 9 en Kerala, 8 en Karnataka, 3 en Goa y el resto en el mar. Al menos 64 personas han resultado heridas, 255 mil 758 personas han sido evacuadas, 11 millones 714 mil 481 personas han resultado afectadas y 55 mil 834 casas han resultado dañadas. 37 personas han muerto como consecuencia de problemas marítimos.

#### India del Sur

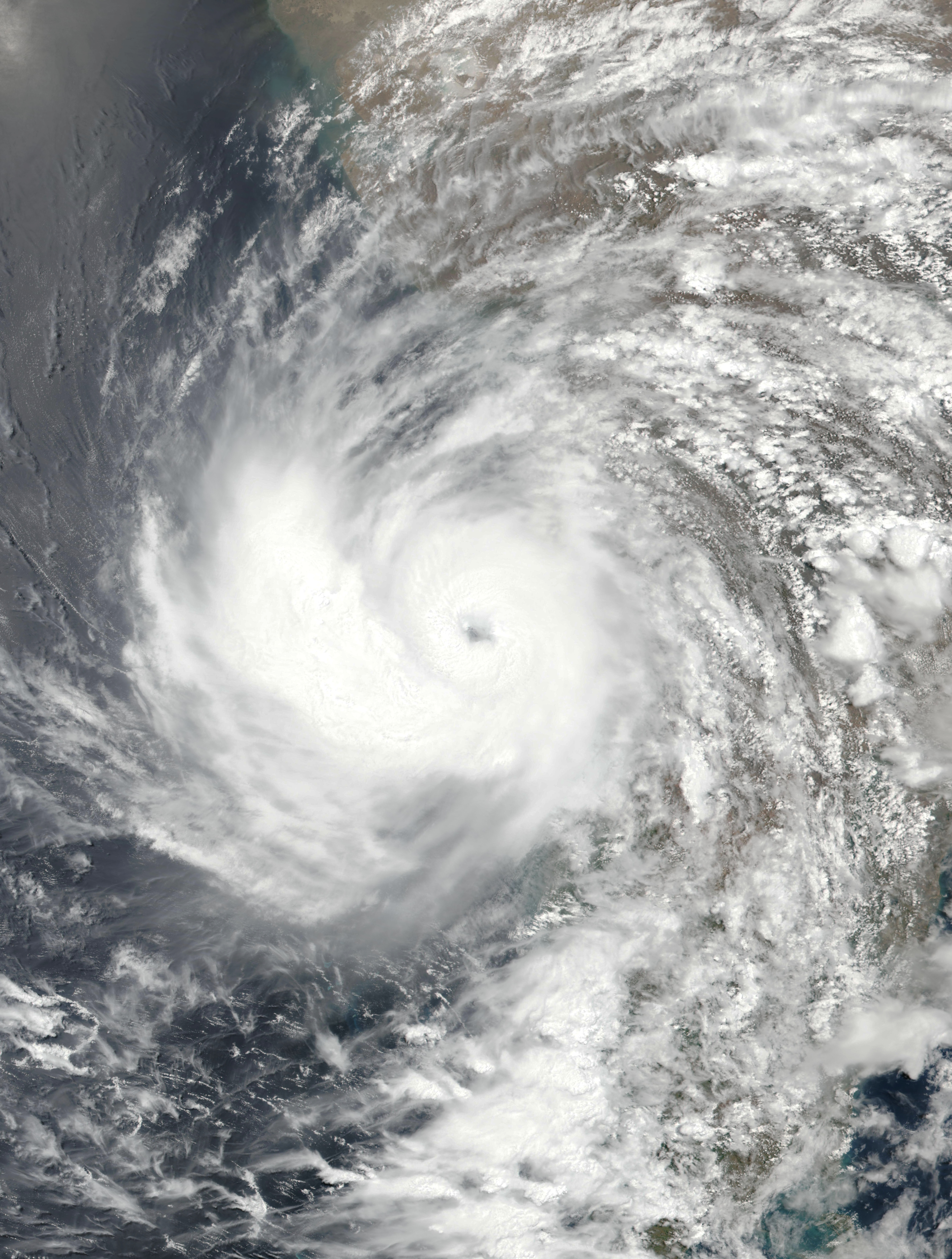
Tauktae el 16 de mayo en paralelo a la costa oeste de la India.

Aunque permaneció en alta mar, Tauktae trajo fuertes lluvias a Kerala.  Un promedio de 145,5 mm (5,73 pulgadas) de lluvia cayó en todo el estado el 15 de mayo, dañando su infraestructura agrícola y energética.

#### Maharashtra
Seis personas murieron y nueve resultaron heridas en el estado de Maharashtra, y más de 2 mil 542 edificios resultaron dañados.

#### Guyarat

El ciclón Tauktae toca tierra en Saurastra.

#### Incidentes marítimos
Más de 90 personas quedaron desaparecidas después de que la barcaza P305 se hundiera cerca del campo petrolífero de Heera , frente a la costa de Mumbai, aunque la Armada de la India dijo que había rescatado a 186 sobrevivientes de las 270 personas a bordo antes del 19 de mayo. recuperado, mientras que 40 pasajeros siguen desaparecidos. INS Kochi entró en el puerto de Mumbai con las personas rescatadas. Otras tres barcazas comerciales que transportan a unas 700 personas siguen varadas en el mar, una frente a la costa de Gujarat y las otras dos cerca de Mumbai. Se estaban llevando a cabo operaciones de búsqueda y rescate para una de las barcazas de 270 pasajeros. La búsqueda se realizó con vientos que alcanzaban de 90 a 100 km / h (55 a 60 mph), con olas de hasta 9 a 10 m (30 a 35 pies). Mientras tanto, INS Kochi , INS Kolkata y INS Talwar continuaron sus operaciones de búsqueda.

### Pakistán
En Pakistán, el campo de viento exterior de la tormenta llegó hasta la provincia de Sind inferior . Debido a la influencia de la tormenta, generó tormentas de polvo seguidas de lluvias ligeras que afectaron a la ciudad de Karachi. Los fuertes vientos también provocan el colapso de un techo y la muerte de cuatro personas. La tormenta de polvo también provocó que se arrancaran árboles, letreros y postes eléctricos. El Departamento Meteorológico de Pakistán (PMD) registró 7 mm (0,28 pulgadas) de lluvia en la ciudad. Provoca una ola de calor en la ciudad con temperaturas que alcanzan los 43,5 °C (110,3 °F). En Maldivas y Sri Lanka, más de 730 familias se vieron afectadas por el ciclón.

## Consecuencias

### India
El jefe de la Fuerza Nacional de Respuesta a Desastres (NDRF), SN Pradhan, dijo que se enviaron médicos y varios miembros del personal médico a los estados afectados, así como 100 equipos de socorro. Sin embargo, solo se envió personal vacunado contra la COVID-19. Se hicieron arreglos especiales para hospitales, soporte COVID-19 y otras necesidades para asegurar que no se interrumpiera la electricidad. Más de 90 personas están desaparecidas después de que la barcaza P305 se hundiera frente a la costa de Mumbai, aunque la Armada de la India dijo que había rescatado a 184 de las 270 personas a bordo.
En Kerala y Karnataka, miles de personas buscaron refugio en campamentos de socorro debido a que Tauktae dañó sus hogares, según los principales ministros de ambos estados. Persistía una gran preocupación por la capacidad de los hospitales para mantener suficiente oxígeno para los pacientes diagnosticados con COVID-19, así como por las plantas que lo generaban. El primer ministro de la India, Narendra Modi, anunció que daría mil millones de rupias por un alivio inmediato en Guyarat. Esto, después de que realizó un viaje aéreo por las áreas afectadas cerca de Tauktae. También afirmó que daría ₹ 2 lakh a cada una de las familias cuyos miembros murieron en el ciclón. Se pagaría una suma de 50 mil rupias a los heridos. Aseguró que los gobiernos están trabajando en estrecha colaboración con los estados afectados. También estaba previsto enviar un equipo interministerial a Gujarat para evaluar los daños. Después, se ampliaría la ayuda.